# Nueva Askania
Nueva Askania, también conocida como Askania-Nova (en ucraniano: Асканія-Нова; en ruso: Аскания-Нова) es un pueblo ucraniano perteneciente al óblast de Jersón. Situado en el sur del país, forma parte del raión de Kajovka y del municipio (hromada) de Askania-Nueva.
El asentamiento se encuentra ocupada por Rusia desde febrero de 2022 en el marco de la invasión rusa de Ucrania.

## Geografía
Nueva Askania está 31 km al este de Chaplinka y 145 km de Jersón.   

## Historia
Askania-Nueva fue establecido en 1822 como asentamiento rural de Chapli. En 1828, la finca de Chapli fue arrendada por Federico Fernando de Anhalt-Köthen. La finca pasó a llamarse Nueva Askania (en alemán: Neu-Askania), ya que la familia del duque ostentaba el título de duque de Ascania desde 1330. Los 25 criadores de ovejas y colonizadores alemanes de ese condado fundaron el asentamiento poco poblado de Ascania-Nova.
Más tarde, en 1835, se convirtió en el jútor de Nueva Askania. En 1856, un empresario alemán nacido en Ucrania, Friedrich Fein, compró la propiedad, que sumaba aproximadamente 52.000 ha, al duque de Anhalt-Dessau (presumiblemente al duque Leopoldo IV de Anhalt). Friedrich Fein fue abuelo de Friedrich von Falz-Fein, el fundador de la reserva de biosfera de Askania Nova. Además de criar ganado, sus descendientes comenzaron a montar un zoológico en 1874 y un jardín botánico en 1887. A finales de la década de 1890 eran considerados los mejores criadores de ovejas de Rusia y aquí también se criaron caballos para el ejército ruso. En 1890, se conocía como el asentamiento rural incorporado de Askania-Nova.
Durante la revolución rusa de 1917, el patio fue severamente devastado; los propietarios alemanes, la familia Falz-Fein, tuvieron que huir a Alemania o fueron fusilados por el Ejército Rojo. En 1921, el territorio de la finca de Nueva Askania fue declarado reserva natural, lo que la convierte en la más antigua de la actual Ucrania. 
Nueva Askania ha tenido el estatus de asentamiento de tipo urbano desde 1938. En 1940 se restableció el parque al aire libre en el territorio de la antigua mansión.
Durante la Segunda Guerra Mundial, Nueva Askania fue el puesto de mando temporal del 11º ejército alemán durante las batallas para conquistar los accesos a la península de Crimea. Muchos animales se perdieron como botín de guerra u operaciones de combate, así como todos los documentos científicos debido a la guerra.
Desde 1956, la reserva natural de Askania-Nova está subordinada a la Academia de Ciencias de Ucrania y lleva el nombre del Instituto Científico Ivanov de Ucrania, un instituto de investigación de animales esteparios. La reserva natural ha sido incluida en el Sistema Internacional de Reservas Naturales de la Unesco desde 1984.
Hasta el 18 de julio de 2020, Nueva Askania pertenecía al raión de Chaplinka. El raion se abolió en julio de 2020 como parte de la reforma administrativa de Ucrania, que redujo el número de raiones del óblast de Jersón a cinco. El área del raión de Chaplinka se fusionó con el raión de Kajovka.En 2023, Nueva Askania perdió el estatus de asentamiento de tipo urbano debido a la eliminación de este estatus administrativo.

## Demografía
La evolución de la población de Nueva Askania entre 1959 y 2022 fue la siguiente:
| 3815                                                          | 3625 | 4437 | 4560 | 3437 | 3034 | 2918 | 2696 | 2501 |
| (Fuente: Cities & Towns of Ukraine y UKRAINE: Größere Städte) |      |      |      |      |      |      |      |      |

Según el censo de 2001, la lengua materna de la mayoría de los habitantes, el 59,02%, es el ucraniano; del 40,23% es el ruso.

## Infraestructura

### Transporte
Las estaciones de tren más cercanas están en Kalanchak, a 72 km, y en Novoleksvka, a 76 km.  

## Personas ilustres
- Friedrich von Falz-Fein (1863-1920): terrateniente germano-ruso y fundador de la reserva natural de Askania-Nova.